# Gustave de Girard
Pour les articles homonymes, voir Girard.
Gustave François Marie de Girard est un homme politique français né le 4 décembre 1805 à Agde (Hérault) et décédé le 23 août 1863 à Tarascon (Bouches-du-Rhône).

## Biographie
Avocat à Montpellier, conseiller municipal, il est député de l'Hérault de 1849 à 1851, siégeant à droite avec les monarchistes légitimistes.

## Sources
- « Gustave de Girard », dans Adolphe Robert et Gaston Cougny, Dictionnaire des parlementaires français, Edgar Bourloton, 1889-1891 [détail de l’édition]